# Keszthelyi-fennsík
A Keszthelyi-hegyság a Dunántúlon található fennsík. A Dunántúli-középhegység elkülönült nyugati kistája.
A fennsíkot egyik oldalról a Balaton, másik oldalról a Gyöngyös-patak, a Várvölgyi-medence és a Tapolcai-medence veszi körül. A Keszthelyi-fennsík területe kb. 350 km². Két fő vonulata van: a Keszthely-Rezi vonulat és a Vállus-Vonyarcvashegy vonulat. Ez utóbbiban található a fennsík legmagasabb csúcsa, a Köves-tető (444 m). A másik vonulatban a Rezi-tető (431 m) a legmagasabb, de a Rezi vár magaslatához kapcsolódó Meleg-hegy is 425 m-es.

## Természetföldrajz

### Geológia
A Keszthelyi-fennsík hegyei főleg mészkőből, dolomitból, kihűlt bazaltlávából és a Pannon-tenger egykori üledékeiből állnak. A triász időszakban, mintegy 180 millió éve tenger borította ezt a területet. Az ebben élő alacsonyrendű állatok mészvázából több ezer méter vastag dolomit-mészkő lerakódás keletkezett. A mai felszíni kőzetek és talajok kialakulásában a Pannon-tenger is meghatározó szerepet játszott, amely fokozatosan édesvizűvé vált, és a miocén kor végére, mintegy 10 millió éve feltöltődött. A pliocén kor végén, mintegy 5 millió éve a kéregmozgások következtében a fennsík területe is kiemelkedett: ekkor jött létre a magyar középhegységi rendszer, amelynek legnyugatibb láncszeme a Keszthelyi-fennsík. A kéregmozgások vulkáni tevékenységgel is jártak, ennek következménye például a Kovácsi-hegy és a Tátika létrejötte Zalaszántó közelében.
A pleisztocén korban alakult ki a Keszthelyi-fennsík mai, rögökre töredezett tönkfelszíne, és akkor keletkezett a területen is több helyen előforduló lösz. A Keszthelyi-fennsíkra a dolomit a jellemző.
Dolomittömege változatos mikroreliefjével tűnik ki, ahol kipreparált dolomit kőoszlopok és látványos természetes kőzetfeltárások is megtalálhatók. A változatos karsztjelenségeket (barlangok, víznyelők, töbrök) mutató terjedelmes hátakat helyenként vad szurdokvölgyek választják el. A Kovácsi-hegy és a Tátika a Keszthelyi-fennsík bazaltvidéke. Tanúhegyek, bazaltplatók, sokszög alakú bazaltoszlopok, 10 m-nél is magasabb falak díszítik a tájat. Ritka jelenségnek számítanak és ezért érdekes látnivalók a Bazaltfolyosó (Kovácsi-hegy) és az álkarsztos jelenségként számon tartott bazaltdolinák, melyek mélyedéseiben apró tavacskák húzódnak meg.

### Növényvilága

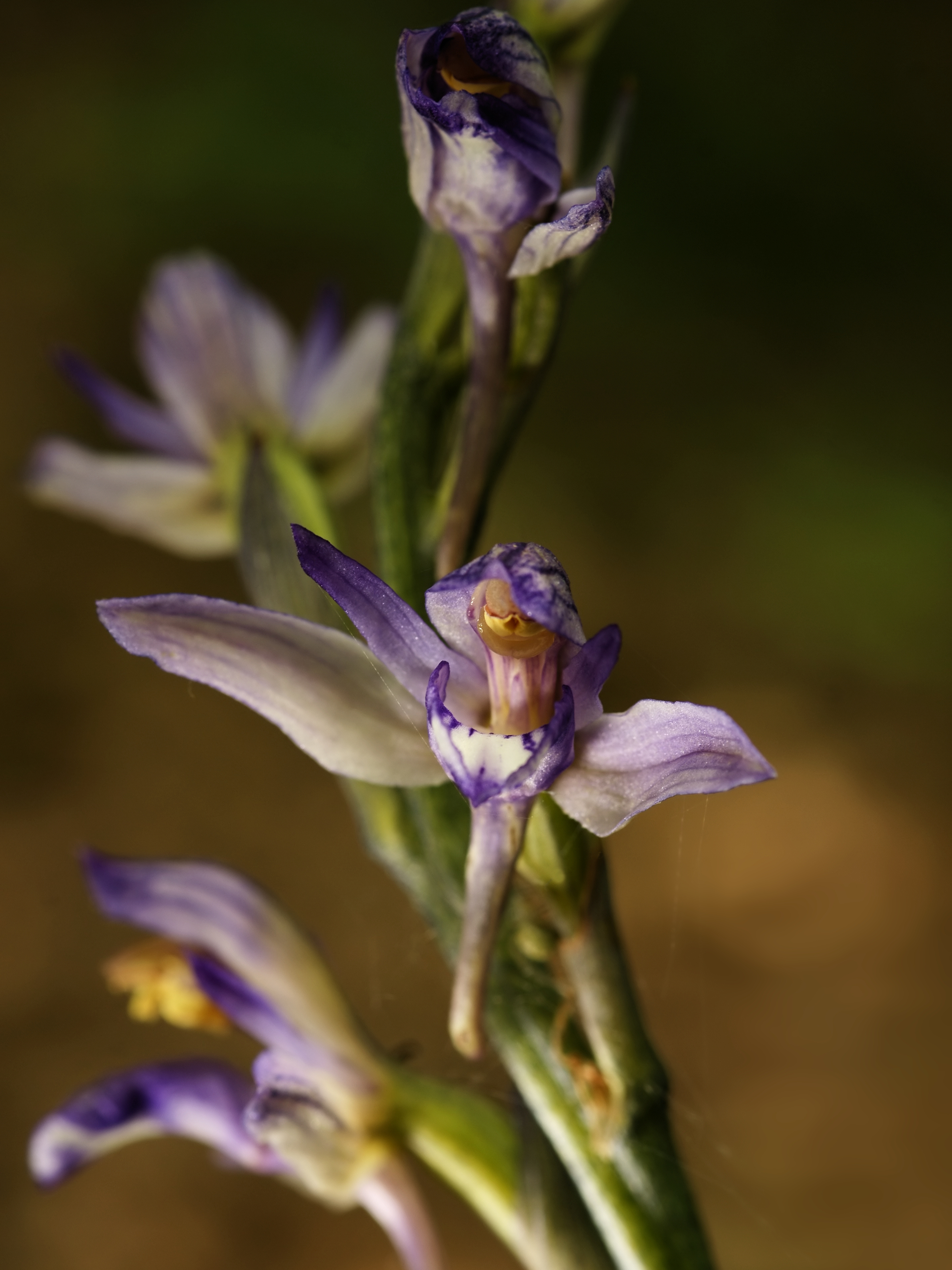
Gérbics

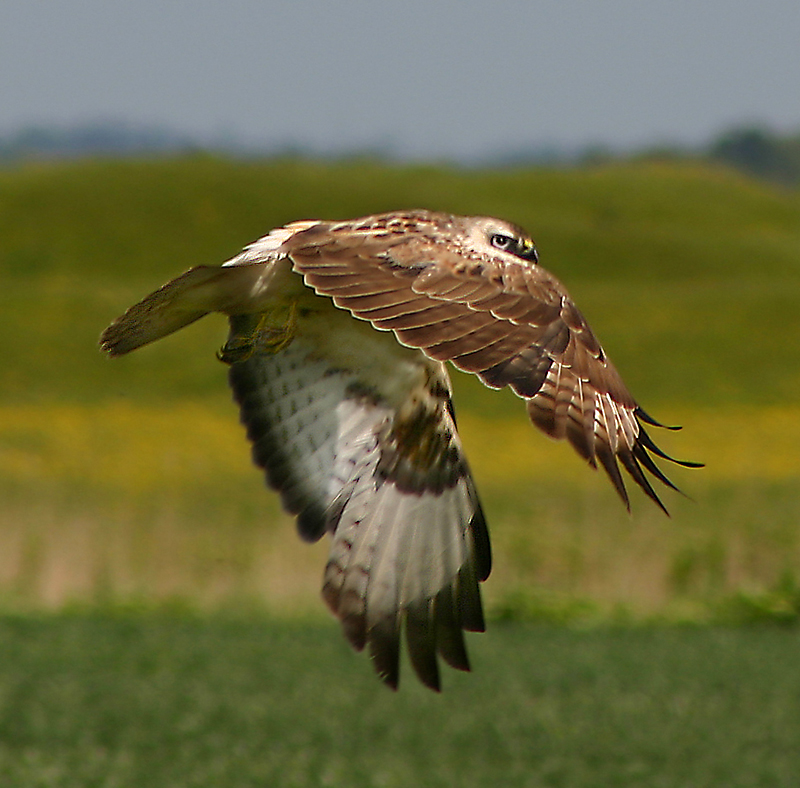
Egerészölyv

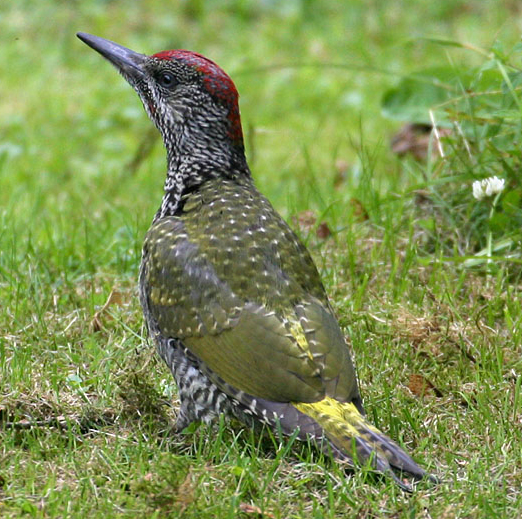
Zöld küllő

A Keszthelyi-fennsík dolomittömege, a szűkebb értelemben vett Keszthelyi-fennsík hazánk egyik legváltozatosabb élővilágú vidéke, ahol a szubmediterrán xerotherm sztyepplejtőktől kezdve, a zárt tölgyeseken és bükkösökön át, a jégkori maradványokat őrző hideg szurdokvölgyekig igen sok élőhelytípus megtalálható, különlegesen gazdag, egyedi értékeket is tartalmazó flórával és faunával.
Az erdőtársulások közül kiemelkedő az országosan is ritka, különleges reliktum társulás, az elegyes karszterdő. Ebben a száraz-meleg termőhelyek fája, a virágos kőris (Fraxinus ornus) és a hűvös-üde helyeket kedvelő bükk elegyedik egymással és alkot olyan asszociációt, amelyhez több ritka növény kötődik, például fehér sás (Carex alba), tarka nádtippan (Calamagrostis varia), sziklai páfrányok. A Keszthelyi-fennsík dolomitjáról közel 80 védett ill. fokozottan védett növényfaj ismert, mint például a nősziromfélék, orchideák (köztük az adriai sallangvirág (Himantoglossum adriaticum), a légybangó (Ophrys insectifera), a gérbics (Limodorum abortivum)), árvalányhajak, kökörcsinek, körtikék, szegfűfélék.
Ugyanakkor a fennsík az elmúlt évtizedekben igen jelentős károkat is szenvedett: a fajgazdag dolomitkopárokon és a karsztbokorerdők helyén feketefenyőt (Pinus nigra) telepítettek, melyek sok helyen a vidék arculatát is meghatározzák. A Keszthelyi-fennsík bazaltvidékének (Kovácsi-hegy, Tátika) bazaltdolináit állandó vízállások lápi, mocsári vegetációja díszíti, bükkelegyes gyertyános tölgyes környezetben. A több száz méter hosszú bazaltfolyosókban igen érdekes, mediterrán jellegű moha-zuzmó vegetációk találhatók. A Tátika ősbükköse, a Szebike-erdő hatalmas bükkösei természetközeliek és igen festőiek. A Gyöngyösi-patakot kísérő égeres láperdő az egész Keszthelyi-fennsík egyetlen, épségben megmaradt ilyen állománya, szabályozatlan, természetes vízfolyással.
A Gyötrős-tetőn a következő védett növényfajok élnek: tavaszi hérics (Adonis vernalis), vitézvirág (Anacamptis pyramidalis), fehér madársisak (Cephalanthera damasonium), kardos madársisak (Cephalanthera longifolia), sárga koronafürt (Coronilla coronata), nagylevelű madárbirs (Cotoneaster tomentosus), Lumnitzer-szegfű (Dianthus plumarius subsp. lumnitzeri), nagyezerjófű (Dictamnus albus), magyar repcsény (Erysimum odoratum), apró nőszirom (Iris pumila), tarka nőszirom (Iris variegata), gömbös kövirózsa (Sempervivum globiferum), kisfészkű hangyabogáncs (Jurinea mollis), új faj a fennsík területén a karcsú gyöngyike (Muscari tenuiflorum), madárfészek kosbor (Neottia nidus-avis), agárkosbor (Orchis morio), bíboros kosbor (Orchis purpurea), sömörös kosbor (Orchis ustulata), fehér sarkvirág (Platanthera bifolia), leánykökörcsin (Pulsatilla grandis), fekete kökörcsin (Pulsatilla nigricans), szürkés ördögszem (Scabiosa canescens), piros pozdor (Scorzonera purpurea), magyar gurgolya (Seseli leucospermum), (Sorbus aria agg.), délvidéki árvalányhaj (Stipa eriocaulis), pusztai árvalányhaj (Stipa pennata), felfutó pirítógyökér (Tamus communis).

### Állatvilága
A Keszthelyi-fennsík állatvilága, különösen a gerinctelen fauna ma is nagyon gazdag. Számos olyan bogár- és lepkefaj élőhelye, amely országosan is ritka, például láncos futrinka, lapos kékfutrinka, amely az öreg bükkösök jellemző faja), kis szarvasbogár és hazánk legnagyobb pattanóbogara, illetve kis apollólepke, farkasalmalepke, kis tűzlepke. A madarak egy része öreg fákban alakítja ki a fészkelőhelyét. Ezek közül gyakoriak a különböző cinege-fajok. A perem- és ligeterdők fajai a ritka fekete harkály, és a kis fakopáncs és a viszonylag gyakori zöld küllő. Közönséges a lappantyú, gyakori a léprigó, az egerészölyv és a héja. A terület vonzó denevérek számára is, az itt található barlangok (például Csodabogyós-barlang) pihenő-, telelőhelyül szolgálnak számukra. Megemlíthető a kis patkósorrú denevér, a korai denevér, a fehértorkú denevér. A pelék, bár számuk csökken, megtalálhatók, mint például a nagy pele, vagy a mogyorós pele. A nyestek és a nyusztok egyre gyakrabban figyelhetők meg. A terület turisztikai szempontból kevésbé ismert, egy bemutatóhely és két tanösvény kínál aktív kikapcsolódási lehetőséget.

### Tanösvények
A területen található a Balaton-felvidéki Nemzeti Park által létrehozott "Pele apó" tanösvény. A Balatongyörök és Balatonederics között több rövidebb és hosszabb körútból álló 8,5 km hosszú, 38 állomásból álló ösvény kifejezetten a gyermekek részére ajánlott. A térség erdei élőhelyeinek természeti értékeinek megismertetésére Pele Urat, a nagy pelét hívják segítségül, aki amellett, hogy kis unokájából igyekszik rendes pelét faragni, és szeretné őt a peleélet rögös útján elindítani, számukra is felfedi kedves erdejének megannyi apró titkát. A tanösvény a térség ismert látogatóhelyeiről (Afrika múzeum, Szépkilátó, Balatonederics, Balatongyörök Bélap-völgy) közelíthető meg.

## Egyéb nevezetességek
- Cseri-kapu - A vonyarci Cseri erdőbe vezető természetes (csertölgyekkel szegélyezett) kapuzat, mely egykor madármegfigyelő állomáshely volt, ma is nagyon szép színfoltja a hegység déli kapuzatainak, ahol kulcsosház, padok, pihenőhely várja a környékre látogató turistákat.

- Vonyarcvashegy, Fűz-kút. Az első ciszternákat itt még a rómaiak létesítették, melynek egy hátramaradt tagja a Fűz-kút környéke, mely hely nevét a kút környékén található fűzfákról kapta.

- Bélapi pihenő, a hegység déli kapuja, mely a Balatongyörök - Büdöskút közötti úton található. Itt állították fel az 1991-es Széchenyi emléktúra faragott faoszlopát is.

- Büdöskúti arborétum és pihenő, mely a hegység központi helyén, turistautak kereszteződésében található. Az itt kialakított erdészeti arborétum telepítését 1937-ben még Horváth Károly erdőmérnök kezdte el, majd 1954-ben tovább fejlesztették. A pihenőhely asztall-padokkal, ismertetőtáblával és egy esőbeállóval is rendelkezik, közelében található a Büdöskúti erdészház, valamint a Büdöskúti- és a Szent Miklós-forrás is.

- Nagymező Ez a Keszthelyi-hegység egyik legkedveltebb kirándulóhelye, kiépített szalonnasütőhelyekkel, asztalokkal, padokkal, focipályával és esőbeállóval.

- Szent Miklós-völgy A hegység egyik legromantikusabb völgye, szurdokvölgyekkel.

- Szent Miklós forrás - Az egykor bővízű forrás vízhozama az aszályos nyarak miatt erősen lecsökkent.
- Szt. Miklósról elnevezett pálos kolostor és templom, az egykori Vállusszentmiklós is itt állt a forrás közelében, azonban az épületek maradványai már az 1930-as években is csak kőrakásszerű romhoz hasonlítottak, melyek mára már szinte teljesen eltűntek.

- Szent Miklós-völgyi kutyatemető, ahol többnyire hősi halált halt rendőrkutyák nyugszanak.

- Afrika kiállítás és szafaripark Balatonederics Az itt található Afrika Múzeumot a neves Afrika-vadász, Nagy Endre hozta létre, itt helyezte el trófeáit, tanzániai néprajzi gyűjteményét, valamint a csont- és fafaragványokat, állatbőröket, afrikai törzsek kultikus tárgyait. Az Afrika Múzeum melletti szafariparkban afrikai állatok, köztük teve, bivaly, zebra látható természetes környezetben.

### Barlangjai
A Keszthelyi-fennsík fontosabb, érdekesebb barlangjai:
| Barlang neve                         | Hossza  | Mélysége | Információ        |
| ------------------------------------ | ------- | -------- | ----------------- |
| Szél-lik                             | 561 m   | 50 m     |                   |
| Borz-lyuk                            | 8 m     | 1 m      |                   |
| Böjt-barlang                         | 23 m    | 17 m     |                   |
| Csodabogyós-barlang                  | 6150 m  | 144 m    | Fokozottan védett |
| Dobogó-tetői-barlang                 | 52 m    | 2 m      |                   |
| Döme-barlang                         | 353 m   | 107 m    | Fokozottan védett |
| Balatonedericsi Nagy-nyelő barlangja | 77,7 m  | 48,6 m   |                   |
| Horda-barlang                        | 78 m    | 21 m     |                   |
| Jakucs László-barlang                | 153,9 m | 24,5 m   | Fokozottan védett |
| Kessler Hubert-barlang               | 1450 m  | 200 m    | Fokozottan védett |
| November 7. barlang                  | 550 m   | 89 m     |                   |
| Rezi-barlang                         | 50 m    | 3 m      |                   |
| Rezi Vadlán-lik                      | 9 m     | 1 m      |                   |
| Szobakő-barlang                      | 14 m    | 0 m      |                   |
| Keserű-berki-víznyelőbarlang         | 3 m     | 3 m      |                   |
| Szúnyogos-nyelő barlangja            | 12 m    | 12 m     |                   |
| Vaddisznós-barlang                   | 180 m   | 47 m     |                   |
| Gyenesdiási Vadlány-lik              | 18 m    | 0 m      |                   |
| Vállusi Vadlán-lik                   | 4 m     | 0 m      |                   |

## Társadalomföldrajz

### Tátika-vár
Zalaszántó határában emelkedő 413 m magas, meredek erdős hegy kúpján találhatók a kelet–nyugati irányban elnyúló, szabálytalan alaprajzú belsőtornyos vár romjai. A Berg Károly felmérése alapján készített alaprajz szerint a vár keleti részén állt a 2 m falvastagságú, kb. 9×11 m méretű öregtorony, melyhez nyugat felé különféle rendeltetésű helyiségek sora csatlakozott. Pontos alaprajzi elrendezését azonban csak egy részletes feltárás során lehetne tisztázni. Legépebben megmaradt részei az északi várfalhoz épült helyiségek maradványai és az egykori földszintjének nagyrészt törmelékkel feltöltött dongaboltozatos helyiségei.
Az alsó falvonulat maradványaiból arra lehet következtetni, hogy a felvezető út a várat övező falszorosban helyezkedett el. Giulio Turco 1569-ben készített rajza a várat kerek alaprajzú külső védőművekkel ábrázolja.
A Tátika hegy nevét első ismert birtokosától, a Tátika nemzetségből kapta. E nemzetségből származott Tádé 1246-ban erőszakkal elpusztította a Zala vármegyei Erek nevű települést, ahol a Kaplony nembeli Zlandus veszprémi püspök kúriája is állott. Az ebből keletkezett per során a püspök kárpótlásul megkapta Tátika hegyét, ahol 1246-57 között felépítette Tátika felső és alsó várát, és azokat 1257-ben a veszprémi püspökségnek adta át.
Zlandus püspök a vár kormányzását fivéreire, Márton comesre és Kázmérra bízta. Miután a testvérek a várat vonakodtak visszaadni birtokosának, per támadt közöttük. Ennek eredményeként IV. Béla Tátika várait Zlandus halála után öccse Márton comes és fia János, Márton s Mike a várat erőszakkal elfoglalták, ami ellen Pál veszprémi püspök panaszt emelt. Az ügy elintézése eredményeként IV. Béla a várat a veszprémi püspöknek ítélte. Péc nembeli Apor mester és Lukács zalai ispán királyi rendelkezésére hivatkozva a várat elfoglalták, mire Benedek püspök tett panaszt III. Endre királynál. Feltehető, hogy a király a panasznak helyt adott, a vár ismét a püspökség birtoka lett.

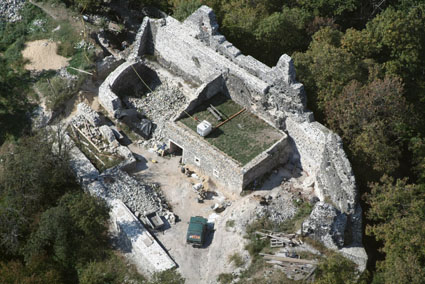
Tátika-vár

A 14. századtól már nem különböztetnek meg alsó és felső várat, csak Tátika várat említenek okleveleink. 1314. június 25-én itt tartottak közgyűlést, ahol Németújvári András Zala vármegye főispánja, Pál mester alispán és a megye nemesei hoztak különböző peres ügyekben ítéletet. Tátika 1342-ig volt a veszprémi püspökség birtoka, ekkor I. Lajos király Meskó veszprémi püspöktől elvette, és helyette a kálvölgyi királyi birtokot adta cserébe. Valószínűleg királyi adományként került a csáktornyai Laczkfiak birtokába Tátika, akik részt vettek a Délvidéken 1387-ben kitört királyellenes lázadásban. Emiatt Zsigmond Laczkfi István nádort lefejeztette, és birtokait, köztük Tátika várát is elvette. Mint királyi vár 1397-ben Kónya bán fiainak kezébe került, de két év múlva, 1399-ben már ismét Zsigmondé. A király a XV. század elején 8020 aranyforintért Tátika várát és Keszthely mezővárost Sárfeneki Frigyesnek zálogosította el, aki azt Széchenyi Frank országbíró 1403. január 10-i levele szerint Marczali István fiainak Miklós erdélyi vajdának, Dénesnek, a székelyek ispánjának és Péter mesternek adta tovább zálogba. Zsigmond azonban 1404-ben a zálogbirtokot visszavette ugyanezért az összegért a Somogy vármegyei Segesd városát adta a Marczaliaknak.
A király 1406. november 19-én Eberhard volt zágrábi, ekkor váradi püspöknek, királyi kancellárnak és Íjános választott veszprémi püspöknek, továbbá unokaöccsének Albeni Rudolf fiainak Petermannak, Jánosnak és Rudolfnak új adományként adta Tátika várát tartozékaival együtt. Egy 1423-ban kelt oklevél szerint a vár gersei Pethő Jánosnak, Zala vármegye főispánjának birtoka, kinek itteni várnagya Tamás; majd a zalavári konvent 1438. évi bizonyságlevele szerint Albert király adománylevele alapján gersei Pethő Lászlót és Petőt, Zala és Vas vármegyék főispánjait Tátika vár s tartozékainak birtokába beiktatta. Az 1490. évi osztályok Tátika várát és uradalmát Pethő János és Miklós kapta. 1508-ban Pethő János, Tamás és Ferenc birtoka.
A török terjeszkedése következtében nemcsak a keszthelyi ferencesek helyezték itt biztonságba egyházi kincseiket, hanem a környék nemesei is idehozták értékeiket. Kecsethy Márton püspök a várat 1538-ban ostrommal elfoglalta, és az ott talált közel 100 000 forint értékű kincset elrabolta. Emiatt gersei Pethő Ferenc özvegye, sógorai és gyermekei vádat emeltek az ország rendjei előtt a püspök ellen. Bár 1538. június 6-án megegyezés jött létre a felek között, a püspök még 1550-ben is elfoglalva tartotta a várat.
A török 1589-ben Tátika várat kirabolta, és úgy látszik, le is romboltatta. A rossz anyagi helyzetben levő Pethő család a várat újjáépíteni nem tudta. Egy 1592. évi oklevél már „castrum dirutum”-nak, romlott várnak nevezi. Sorsa véglegesen 1713-ban pecsételődött meg, amikor Mercy császári tábornok hadgyakorlat ürügyén felgyújtatta.
A Pethő család kihalta után, 1714-ben a Festetics család szerezte meg Tátika romvárát.

### Rezi vára

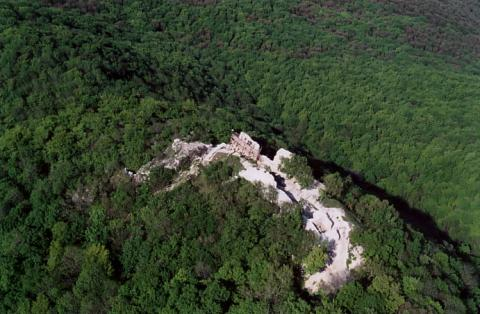
Rezi-vár

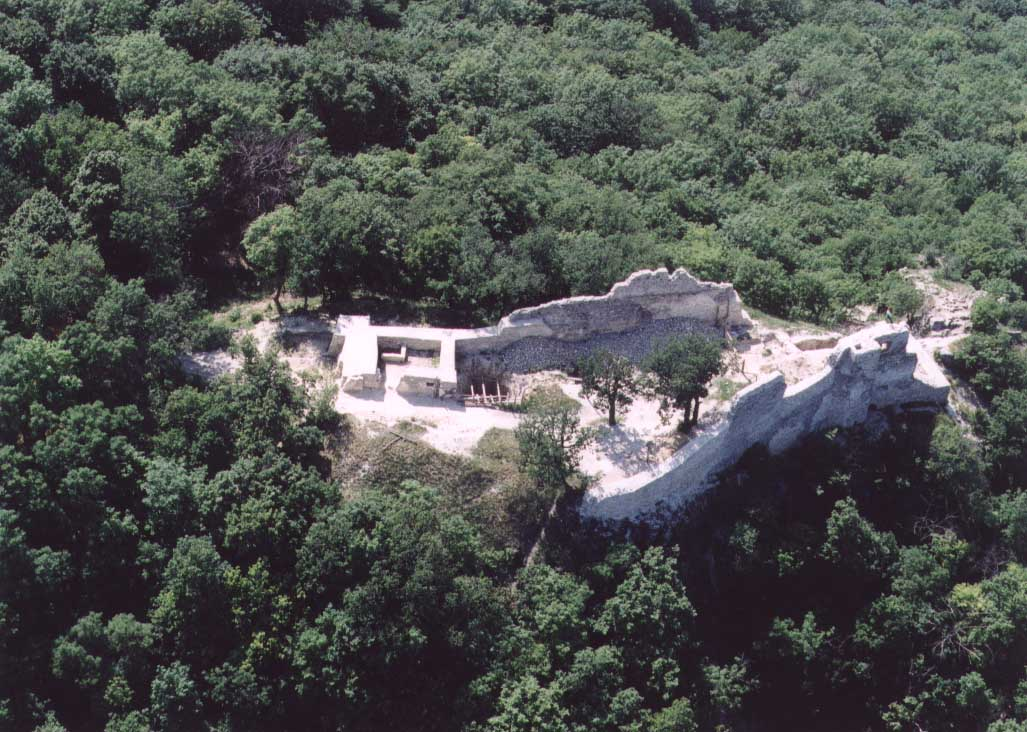
Rezi-vár

A Meleg-hegy hirtelen letörő és elkeskenyülő, 418 m magas dolomitgerincének Zalaszántói-medencére néző fokán áll Rezi várának romja. A XIII-XIV. sz.-ban épült hegyi várból ma már csak a lakótorony keleti, a vár keleti és nyugati fala áll néhány ablak és dongaboltozat nyomaival. A ma is álló 120–180 cm vastag falak magassága 8–10 m.
A romok mellől ide látszik nyugat felől Vindornyafok, Vindornyaszőlős, Vindornyalak község. Szépen kirajzolódik Zalaszántó, Várvölgy és a szomszédos Tátika vára. Sümeg város és vára is látható tiszta időben. A Rezi várrom ma a Keszthely-vidék egyik legősibb történelmi emléke. A vár legkorábbi részének felépítését Zlandus veszprémi püspöknek (1244-1262) tulajdonítják. 1346-ban Nagy Lajos király Lackfi Istvánnak adományozta a várat.
A hosszan elnyújtott, szabálytalan alaprajzú, belsőtornyos hegyivár, csak a XlV. sz. második felében (1378-ban) szerepel először oklevélben "Castrum Rezi" néven. A vár 1397-től újra királyi birtok, amit 1401-től többször zálogba ad Zsigmond király. Zsigmond a várat 1427-ben Gersei Pethő Péternek és Lászlónak adományozta. Ettől fogva a Pethő család tagjai évszázadokon át zavartalanul birtokolták Rezi várát és környékét. A mohácsi csatavesztés (1526) után, amikor 1541-ben Buda is török kézre került, Rezi várának jelentősége megnőtt, ezért 1555 körül megerősítették. A vár a környék népének menedékhelye volt. A török hódítással szemben a gersei Pethők voltak a vidék legjelentősebb védői.
A XVI. sz. végétől Rezi várának katonai szerepe megszűnt. 1592-ből már a romba dőlt Rezi várról olvashatunk. A gersei Pethő család férfi ágának kihalása után a rezi várhoz tartozó birtokok 1729-ben mint uratlan birtokok a kincstárra szálltak. Rezi romvára és a várhoz tartozó javadalom 1741-ben vásárlás útján Festetics Kristóf birtokába került. Ettől kezdve 1945-ig a vár a család tulajdonában maradt.

### Bortermelés
A Keszthelyi-fennsík részben a Balaton-felvidéki borvidék, részben pedig a Zalai borvidék területeinek része. Klímája épp ezért változatos, éghajlata, különösen a Balatontól távolabb eső részein már nem mindenütt olyan kedvező, mint a tóparthoz közelebb eső borvidéki területeké. Talaja: meszes, dolomitos kőzetek, váztalajok.
Jellemző szőlőfajták és borok: Olaszrizling, Rizlingszilváni, Zöld veltelini, és Zala gyöngye.
Borvidéki részei:
- Balatonederics-Lesencei körzet: Balatonederics, Lesencefalu, Lesenceistvánd, Lesencetomaj, Nemesvita, Sáska, Zalahaláp,
- Cserszegi körzet: Balatongyörök, Csabrendek, Cserszegtomaj, Gyenesdiás, Hévíz-Egregy, Rezi, Sümeg, Sümegprága, Várvölgy, Vonyarcvashegy
- Zalai körzet: Bérbaltavár, Csáford, Dióskál, Egeraracsa, Garabonc, Homokkomárom, Nagyrada, Orosztony, Pakod, Sármellék, Szentgyörgyvár, Vindornyalak, Vindornyaszőlős, Zalabér, Zalakaros, Zalaszabar, Zalaszántó, Zalaszentgrót

településeknek a szőlőkataszter szerint I. és II. osztályú határrészei.